# 이수인 (음악인)
이수인(李秀仁, 1939년 1월 8일 ~ 2021년 8월 22일)은 대한민국의 동요 작곡가이다.

## 생애
경상남도 의령군 출신으로 6.25 전쟁 이후인 마산동중학교 및 마산고등학교 시절부터 교회와 학교를 오가며 동요 창작을 시작해 서라벌예술대학에서 김동진, 김대현, 이흥렬 교수를 사사하였다. 대학 졸업 이후 마산으로 돌아와 마산제일여자고등학교에 음악 교사로 임용되었다. 이후 1965년 마산 어린이방송국 어린이합창단을 창단했다. 1968년 KBS 어린이 합창단 단장으로 임명돼 2008년까지 수십 년 간 단장을 역임했다. 어린이 합창단을 이끄는 가운데서도 어머니 합창단을 만들고, 1994년 코오롱 그룹의 지원을 받아 파랑새 동요창작회를 만들고, 1997년부터는 파랑새가요제를 만들어 신작 동요 창출에 기여하였다. 그 자신도 일생 500여 곡의 동요와 150여 곡의 가곡을 창작하였다. 주요 작품으로 동요로는 ⟨앞으로⟩, ⟨둥글게 둥글게⟩, 가곡으로는 ⟨별⟩,〈고향의 노래〉, ⟨석굴암⟩, 등이 있다.
1996년 한국문인협회가 ‘가장 문학적인 작곡가상’을 시상한 이외 대한민국 동요작곡 대상, 한국아동음악상, 제10회 반달동요대상, 제4회 세일 한국가곡상 등을 수상하였다..
이수인씨의 활동을 기려 경상남도 교육청과 KBS 창원이 함께 〈이수인 동요제〉를, 경남오페라단이 〈이수인 문학의 밤〉을 사후에도 매년 개최하고 있다.